# Мозамбикская федерация футбола
Мозамби́кская федера́ция футбо́ла (порт. Federação Moçambicana de Futebol) — организация, осуществляющая контроль и управление футболом в Мозамбике. Располагается в столице государства — Мапуту. МФФ основана в 1976 году, вступила в ФИФА и в КАФ в 1980 году. В 1997 году стала членом-основателем КОСАФА. Федерация организует деятельность и управляет национальными сборными по футболу (мужской, женской, молодёжными). Под эгидой федерации проводится чемпионат страны и многие другие соревнования.

## Предыдущий логотип